# Carlo Chiti
Carlo Chiti (Pistoia, 19 dicembre 1924 – Milano, 7 luglio 1994) è stato un ingegnere italiano.

## Biografia
Laureato in Ingegneria aeronautica all'Università di Pisa entrò ben presto a far parte dei ranghi progettistici dell'Alfa Romeo dove, dal 1952, fu assegnato al reparto corse.
Nel 1957 Enzo Ferrari lo chiamò a sostituire l'ingegner Andrea Fraschetti nel progetto della Ferrari 156 F1, la prima vettura Formula 1 della casa a motore posteriore. Chiti restò alla Ferrari fino al 1961 quando, assieme ad altri progettisti e dirigenti, tra cui Giotto Bizzarrini, decise di tentare l'avventura della ATS. Durante il periodo Ferrari, i motori e le vetture progettati da Chiti vinsero due titoli mondiali di F1, nel 1958 con Mike Hawthorn e nel 1961 con Phil Hill.
Nel 1966 tornò all'Alfa Romeo come Direttore Generale dell'Autodelta, la scuderia da competizione della casa milanese. Con essa si impegnò a fondo nel Mondiale Marche (vedi Campionato del Mondo Sport Prototipi) e dopo varie vittorie in singole gare, ottenne la vittoria nel Mondiale Marche del 1975 con l'Alfa Romeo 33TT12. Dopo ulteriori migliorie (riduzione di peso e aumento della potenza a 520CV a 12000rpm) Chiti rivinse il Mondiale Marche nel 1977.
Poco dopo Chiti e l'Autodelta si impegnarono per conto dell'Alfa Romeo anche nel Mondiale F1, con risultati grami, per lo scarso aiuto economico fornito dalla proprietà della casa automobilistica (l'IRI).
Rimase famosa la vittoria nel Gran Premio di Svezia sul circuito di Anderstorp nel 1978, dove Niki Lauda al volante della Brabham-Alfa Romeo BT46/B vinse con schiacciante superiorità. Una ragione stava nel famoso ventilatore tipo "Chaparral" montato sul retro della vettura per incrementare l'effetto suolo, ai tempi ricercato in modo esasperato da tutti i costruttori. Questa soluzione, tuttavia, non fu ritenuta accettabile, e la vettura non poté più correre con tale configurazione.
Carlo Chiti diresse il reparto corse fino al 1985 quando, assieme ad altri progettisti, fondò la Motori Moderni, che rifornì principalmente la Minardi. Tra le vetture progettate interamente da Carlo Chiti sono da ricordare anche le Alfa 33 Sport (fra cui le vittoriose 33TT12). Va precisato che il prototipo delle 33, la 33/2 (motore V8 2 litri) fu progettata, telaio e motore, da un'altra colonna portante dell'Alfa Romeo, Giuseppe Busso, ma, per volontà della direzione, fu immediatamente passata al'Autodelta di Chiti. Chiti, insieme all'amico Bizzarrini, fu il principale progettista di Ferrari memorabili, fra cui, prima fra tutte, la Ferrari 250 GTO.

## Aneddoti
Giorgio Piola raccontò in una telecronaca di F1 che durante la presentazione di una delle ultime creature di Chiti, alla Motori Moderni, il motore non si avviava. I meccanici ne avevano provate di tutte quando l'ingegnere scoprì che i tappi di protezione dei tromboncini di aspirazione non erano stati rimossi. Accortosi del marchiano errore dei propri collaboratori, per proteggerne la reputazione si rivolse in toscano a Piola dicendogli "Ovvìa Piola, lei 'un ha visto nulla". Il Piola rivelò l'episodietto anni dopo la scomparsa del Chiti.
In un'intervista ad Oscar Orefici, Niki Lauda raccontò che Chiti era un appassionato cinofilo, e lasciava il suo cane girare liberamente per il box. Una volta, Lauda vide il cane orinare accanto alla sua Brabham-Alfa Romeo e, senza scomporsi, lo disse a Chiti, il quale, anch'egli imperturbabile, gli rispose di lasciarlo fare, che non avrebbe fatto danno. [in toscano: 'un fa nulla!]